# María Rosa Pérez
María Rosa Pérez Gómez (Santa Cruz de Tenerife, 28 de octubre de 1944) es una modelo española y ex Miss España.

## Biografía
Nació en Santa Cruz de Tenerife, aunque tiene ascendencia palmera. Ganó el título de Miss España 1963 al ser elegida entre veintiuna concursantes en Palma de Mallorca en julio de 1963.
Se casó con el baloncestista José Luis Martínez. El matrimonio tiene cinco hijos y vivió en Barcelona hasta 2004, cuando se trasladaron a vivir a Breña Alta.